# Idioma mbwela
El Mbwela (o ambuela, Ambuela, Ambuella, Mbuela, Mbwera, Shimbwera) es una lengua bantú que hablan los mbweles que viven en las provincias de Benguela y de Cuando Cubango, en Angola. Su código ISO 639-3 es mfu y su código en el glottolog es mbwe1238. Según el ethnologue en 2001 había unos 220.000 hablantes de mbwela y según el joshuaproject hay 349.000.
El Mbwela se habla en el este de la provincia de Benguela y en la provincia de Cuando Cubango.

## Familia lingüística
Forma parte de las lenguas chokwe-luchazis que son lenguas bantúes del grupo K, junto con el Nyemba, chokwe, luvale mbunda, nyengo, el luimbi, el nkangala, el yauma y el luchazi . Todas ellas son lenguas bantúes centrales. El mbwela forma parte del subgrupo del ngangela , una nueva lengua nacional hecha con la mezcla de las lenguas chokwe-luchazis.
El mbwela es inteligible con el luchazi, el ngonzela y el nyemba .

## Uso
El mbwela es una lengua desarrollada (EGIDS 5); goza de un uso vigoroso por parte de personas de todas las edades, tiene una literatura y una forma estandarizada, aunque no es sostenible del todo.